# ラマッラー・アンダーグラウンド

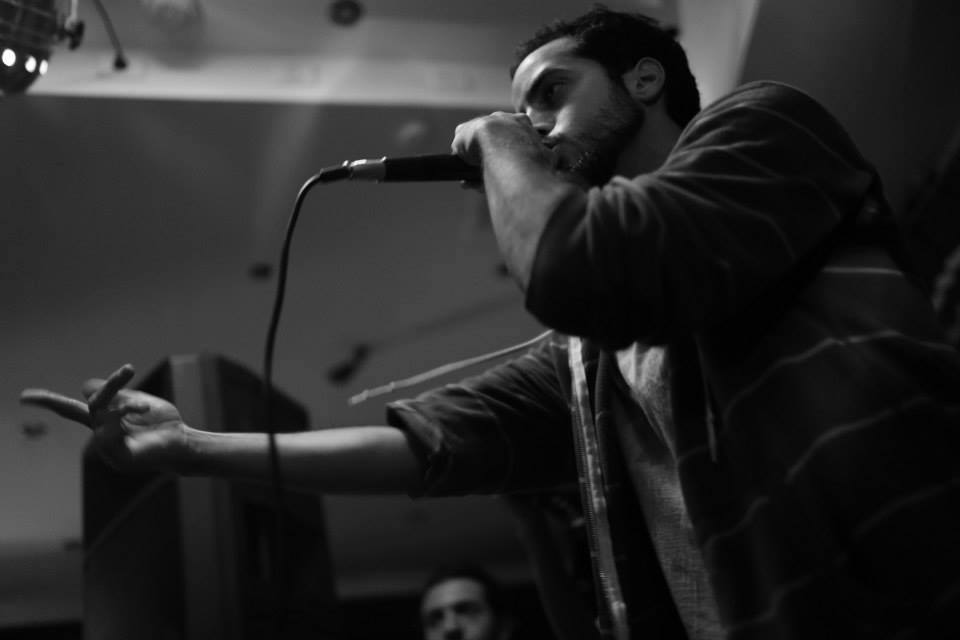
パフォーマンスをするMuqata'a（Boikutt）

ラマッラー・アンダーグラウンド（英: Ramallah Underground, アラビア語：رام الله اندرقراوند）は、2002年から活動したパレスチナのラマッラーを拠点とする音楽グループ。
アラビア語を用いたラップを多用し、トリップホップ、ダウンテンポ、そしてより伝統的な中東音楽を組み合わせることで、パレスチナ・ヒップホップの先駆的なアーティストとして知られている。
Asifeh（当時はStormtrap）とMuqata'a（当時はBoikutt）が結成し、のちに、Aswattが加盟した。
公式リリースを行わず、主にインターネットを利用してリリースで音楽を流通させている。パレスチナ・ヒップホップの特徴でもあるインターネットを通したコラボレーションも多い。クローンズ・カルテットのデイビッド・ハリントンとMuqata'aのコラボレーションも、MySpaceのプロフィールを見たハリントンからの依頼がきっかけとなった。

## 来歴
ラマッラー・アンダーグラウンドは、イスラエルによる占領下で政治的、経済的、芸術的に困難を経験するこの世代のパレスチナ人らが共感できる現代のアラビア音楽を作ることを目的とし、2002年に始動した。
故郷であるパレスチナの文化へのこだわりと、自分たちが日常の中での経験する『パレスチナ』という圧倒的な地政学的存在が表現されている。
Muqata'aは、ヒップホップのプロデューサーおよびMCとして、世界中のアーティストとコラボレーションを行っており、Slovoのアルバム「Todo Cambia」の楽曲「Nakba」に参加している。